# Elmis bosnica
Elmis bosnica là một loài bọ cánh cứng trong họ Elmidae. Loài này được Zaitzev miêu tả khoa học năm 1908.